# Transdev Střední Čechy

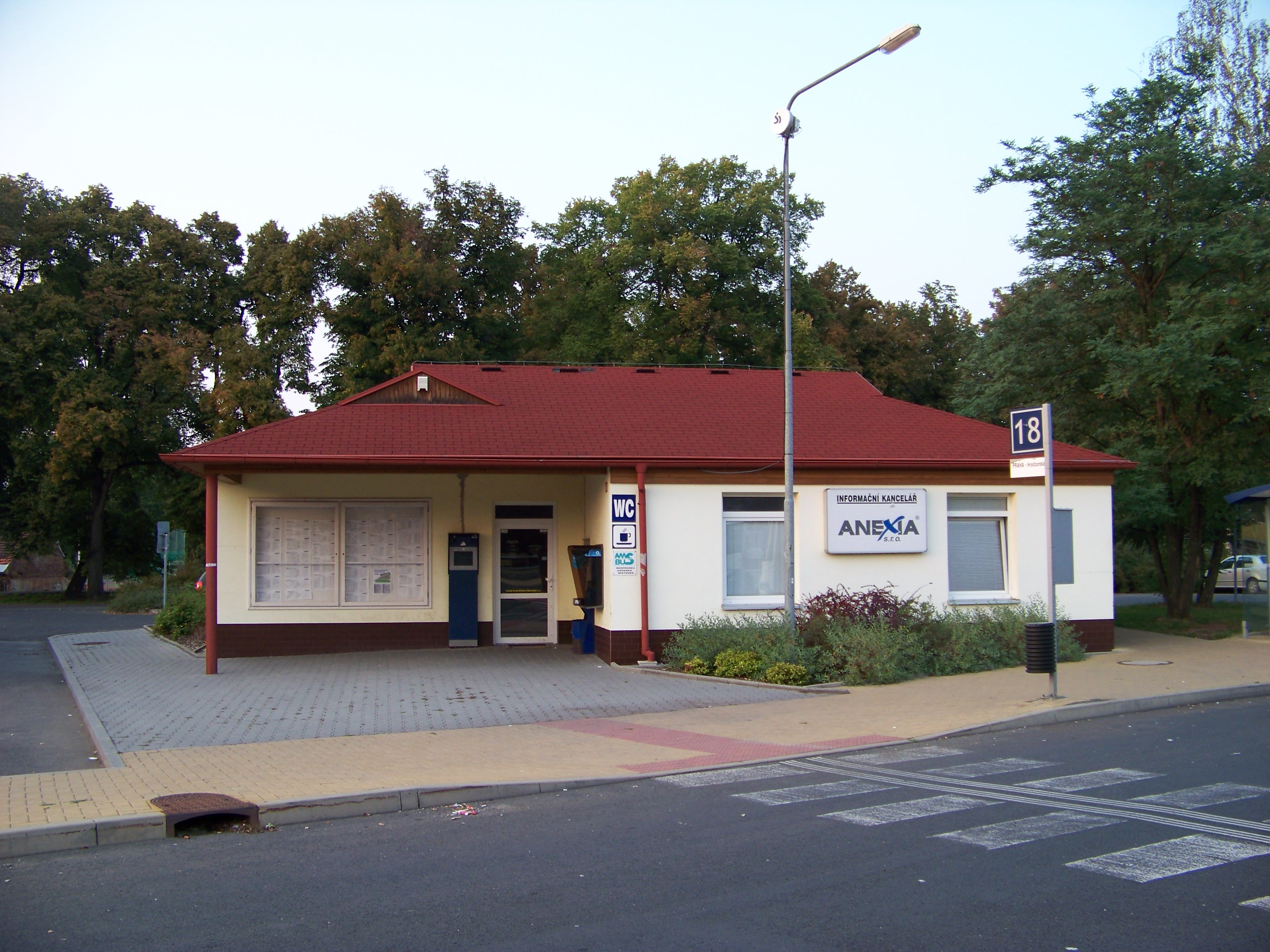
Informační kancelář v Rakovníku na autobusovém nádraží

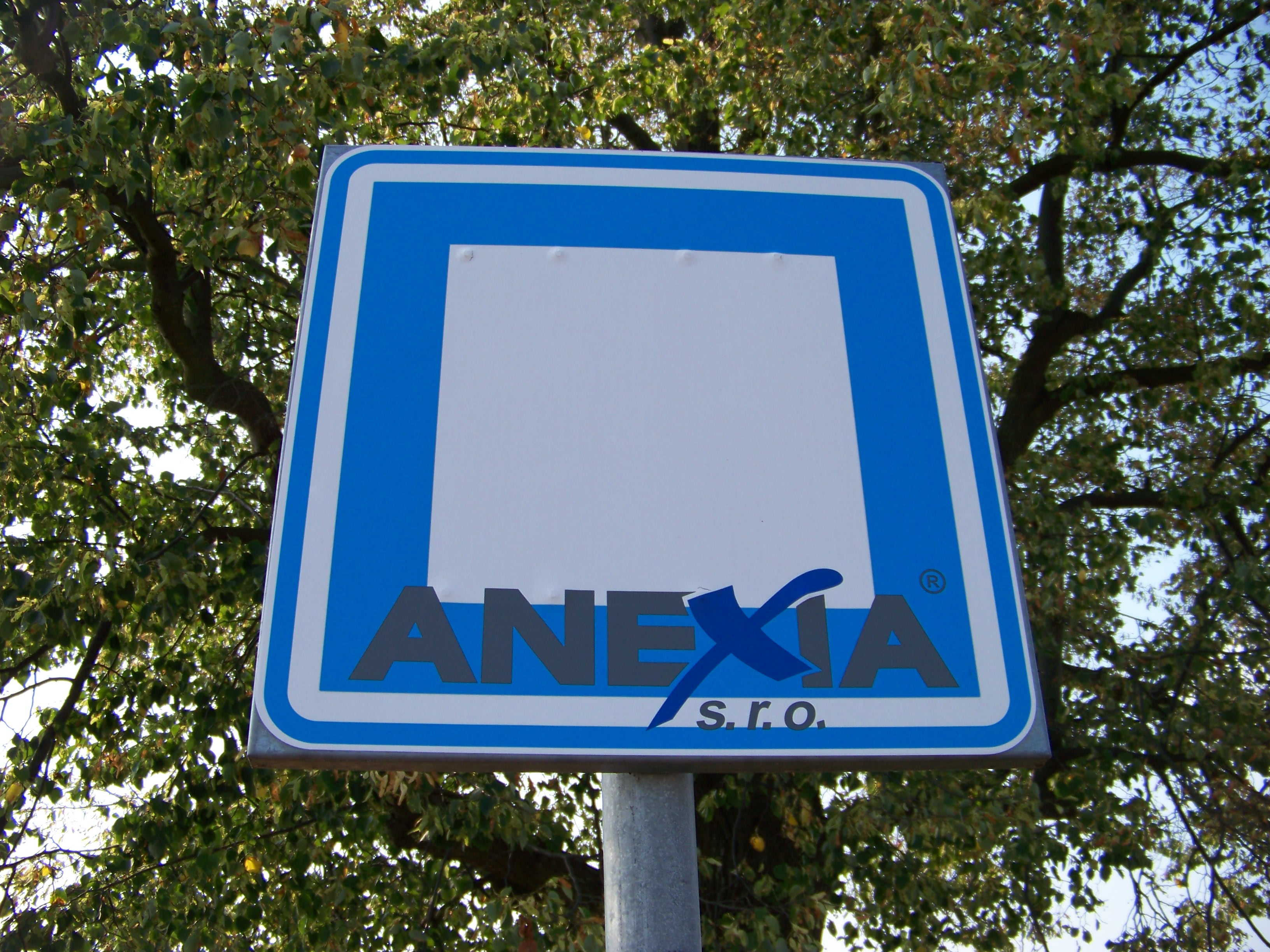
Označník zastávky „Krakovec, u lipky“

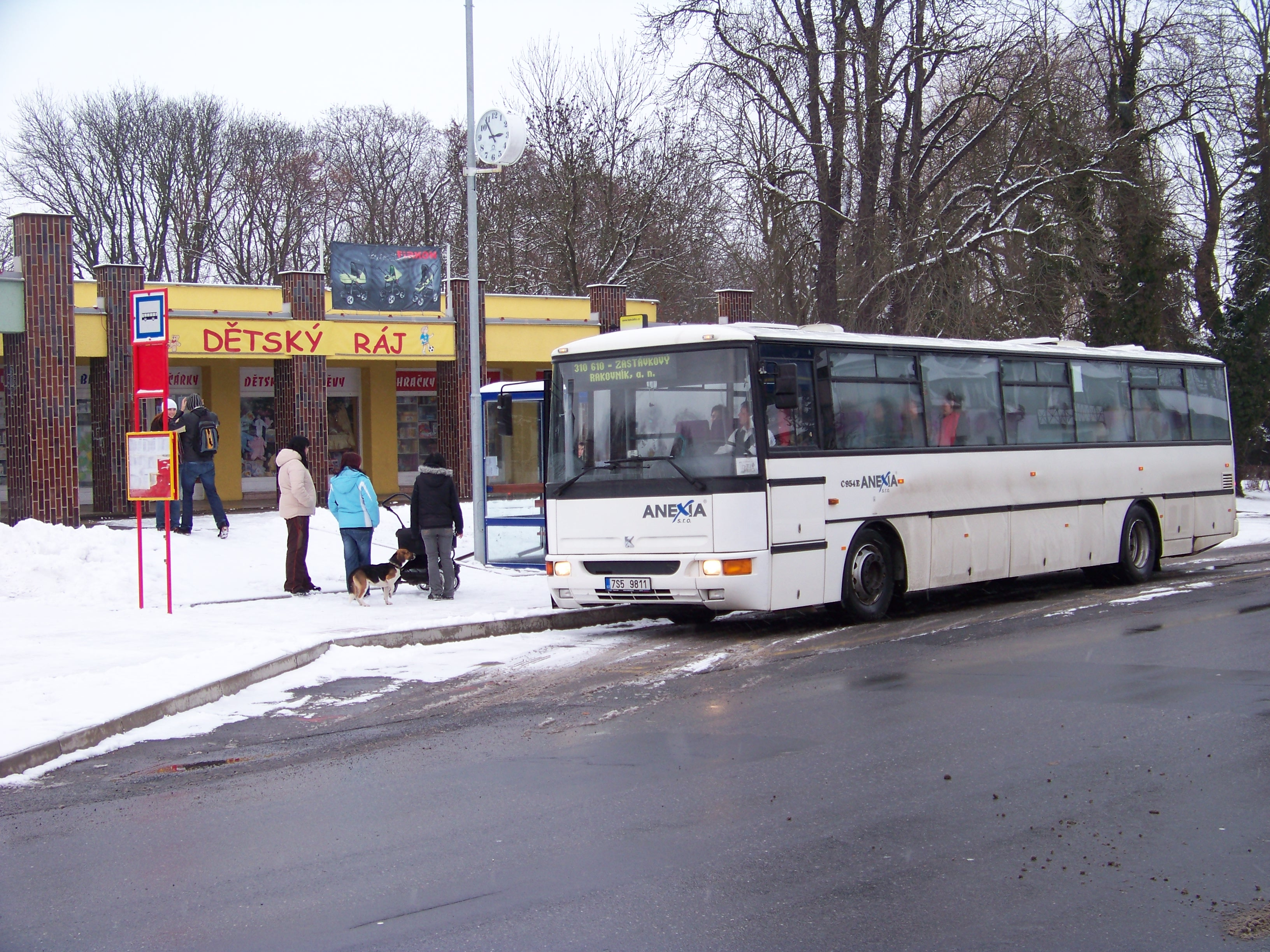
Autobus pražské linky 310610 v Tuchlovicích

Transdev Střední Čechy s.r.o, do 30. dubna 2020 ANEXIA BUS s.r.o. je autobusový dopravce z Rakovníka, 16. prosince 2004 odštěpený ze společnosti ČSAD ANEXIA, spol. s r.o., do 25. dubna 1994 ANEXIA, spol. s r.o. , následník rakovnického závodu ČSAD. Je dominantním autobusovým dopravcem v okrese Rakovník. Byl vlastněn třemi, původně čtyřmi místními podnikateli. V roce 2019 autobusovou společnost koupila skupina Transdev a následně přejmenovala. V roce 2013 v textu z roku 2006 společnost uváděla, že zaměstnává téměř 460 zaměstnanců a provozuje 100 nákladních souprav DAF a návěsy Kögel nebo Krone a 55 autobusů Karosa. Sídlí na adrese Lubenská č.p. 1588, v sousedství výrobního závodu společnosti Procter & Gamble Rakona, v průmyslové zóně na jihozápadním okraji města, severně od Vagonové kolonie a ulice Průhon. Je členem Asociace dopravních, spedičních a servisních společností Středních Čech.

## Historie a společníci
Dopravní závod autobusové dopravy ČSD existoval v Rakovníku již za první republiky. Od roku 1949 existoval v rámci celostátního národního podniku ČSAD, v letech 1952–1960 v rámci středočeského národního podniku ČSAD, od července 1960 do března 1963 jako Československá státní automobilová doprava, Rakovník, národní podnik a poté až do roku 1991 opět v rámci středočeského podniku Československá státní automobilová doprava - KNV Praha, národní podnik, jako dopravní závod 118, který měl ještě provozovnu v Novém Strašecí. 28. prosince 1990 byl transformován do státního podniku Československá automobilová doprava Rakovník (s. p.).
Společnost ANEXIA,spol.s r.o. byla založena společenskou smlouvou z 24. března 1992 a zapsána do obchodního rejstříku 12. května 1992. V roce 1994 získala privatizovaný státní podnik ČSAD Rakovník, a v té souvislosti byla 25. dubna 1994 zapsána změna názvu na ČSAD ANEXIA ,spol.s r.o., 16. prosince 2004 se pak společnost přejmenovala zpět na ANEXIA s.r.o.
Společníky jsou 34% podílem Ing. Luboš Čermák a 33% podíly Petr Kubíček a Pavel Kopříva, všichni z Rakovníka. Do 5. května 2004 byl společníkem ještě Ing. Antonín Chrástecký z Pavlíkova a podíly byly čtvrtinové. Jednateli společnosti byli po celou dobu její existence Ing. Luboš Čermák (pro oblast ekonomiky), Petr Kubíček (pro oblast techniky a servisu) a Pavel Kopřiva (pro oblast dopravy a obchodu), do roku 2002 byl jednatelem též Ing. Antonín Chrástecký.
K 1. lednu 2017 byla od mateřské společnosti odštěpena společnost ANEXIA BUS s.r.o., jejími společníky byli po jedné třetině Luboš Čermák, Petr Kubíček a Pavel Kopřiva. K 30. říjnu 2019 společnost koupila skupina Transdev a jedním ze dvou jejích jednatelů se stal ředitel české pobočky Transdevu Radim Novák. Od 1. května 2020 se podle výpisu z rejstříku mění jméno společnosti na Transdev Střední Čechy s.r.o.

## Činnost
Transdev Střední Čechy provozuje vnitrostátní autobusovou dopravu a autobusové nádraží v Rakovníku o 25 odjezdových stáních a s elektronickým informačním systémem.

## Autobusové linky
Většina regionálních autobusových linek byla postupně začleněna do Středočeské integrované dopravy.
- 4 bývalé linky městské autobusové dopravy v Rakovníku měly označení SID B1, B2, B4 a licenční čísla 310410 až 310440. Od 1. září 2005 byly přečíslovány z původních čísel 1–4 (315631–315634) pro potřeby Středočeské integrované dopravy, od 10. prosince 2006 na nich byl zaveden tarif SID.[5] Linka B1 byla nahrazena linkou 561. Linky B2 a B4 byly nahrazeny linkou 562 (částečně i linkou 560). A linka B3 byla nahrazena linkami 305 a 581. Linky jsou v systému Pražská integrovaná doprava.
- 18 regionálních linek SID měla čísla z rozmezí B50 až B97. Dvojčíslí ve zkráceném označení linky vychází ze čtvrté a páté číslice licenčního čísla linky, šestou číslicí je u všech linek nula. Začleňování linek do SID přidělením zkráceného označení linky probíhalo 1. září 2005 (linky 310631 Rakovník-Senomaty,Hostokryje a 310633 Lišany-Lužná-Rakovník-Lubná byly nahrazeny linkami SID, ostatním linkám zůstala původní licenční čísla), 1. dubna 2006 (současně s převzetím několika linek po dopravci Jiří Vodrážka - NEUTRANS), 28. května 2006 a 1. září 2006, linka 310581 Svojetín-Kounov byla nahrazena linkou SID 12. prosince 2010. Tarifní zóny SID byly v jízdních řádech uváděny od 10. prosince 2006, odkdy byl na linkách zaveden tarif SID.[5]
- Od prosince 2019 je 7 linek integrovaných do PID - 304 a 305 (linky do Prahy), 404 (B64 a 310613), 577 (B77), 581 (B3), 584 (B56), 585 (B35 a B75) a platí na nich pásmový tarif PID.
- Od 15. srpna 2020 byly zaintegrovány i ostatní linky - 560 (B50), 561 (B1,B93), 562 (B2,B4), 563 (B57,B66), 564 (B79), 570 (B88), 571 (B78), 572 (B54), 574, 575 (B69), 576 (B51), 578 (B53)
- Tři z uvedených linek SID zasahovaly mimo oblast SID: do lounského okresu v Ústeckém kraji přesahovaly linky 310560 Rakovník - Mutějovice - Domoušice a 310950 Rakovník - Podbořany a do Plzeňského kraje linka 310970 Rakovník - Čistá - Kralovice.[6] V Plzeňském kraji nebyla linka 310970 zařazena do závazku veřejné služby.[7]
- 3 linkami je zajištěno poměrně frekventované spojení s Prahou (ve špičce po 15 minutách).[3] Tyto linky byly do SID začleněny jen zčásti, nyní jsou začleněny do PID. Všechny linky vedou do Zličína (rychlíková 304, zastávková 404 a regionální 305), část spojů linky 304 pokračuje na Vypich.

Při rekonstrukci autobusového nádraží v Rakovníku, vlastněného městem a spravovaného dopravní společností ČSAD ANEXIA spol. s r. o., se v červenci 2005  dopravce Jiří Vodrážka - NEUTRANS dostal do sporu s dominantním okresním dopravcem ČSAD ANEXIA spol. s r. o., když obvinil tuto dopravní firmu i městský úřad, že ji diskriminovaly při přidělování odjezdových stání. ČSAD ANEXIA i městský úřad obvinění odmítly. Jiří Vodrážka - NEUTRANS měl pro roky 2004–2006 se Středočeským krajem uzavřenou smlouvu o závazku veřejné služby ve veřejné linkové osobní dopravě. Tato smlouva byla dohodou k 1. lednu 2006 ukončena a rada kraje uložila odboru dopravy krajského úřadu, aby tuto dopravní obslužnost zajistil prostřednictvím dopravce ANEXIA s. r. o. V rámci zavádění Středočeské integrované dopravy převzal provoz na všech dotčených trasách od 1. dubna 2006 dominantní okresní dopravce ANEXIA s. r. o., čímž bylo ukončeno působení firmy NEUTRANS ve veřejné linkové dopravě.
Kromě tarifu SID a PID používá dopravce ještě vlastní tarify pro jednotlivé linky či skupiny linek mimo oblast SID. Na linkách přesahujících mimo oblast SID platí tarif SID pouze pro přepravu v rámci oblasti SID; při přepravě přes hranici území SID se nepoužívá lomené jízdné, ale některý z tarifů dopravce.
Od srpna 2004 je zapojen do kartového clearingu ve Středočeském kraji jako jeden z prvních třech dopravců. Tito dopravci používají odbavovací zařízení typu USV 24C firmy Mikroelektronika spol. s r.o. a používají čipové bezkontaktní karty MIFARE STANDARD 1K. Od 1. prosince 2004 mohou cestující platit elektronickou peněženkou, kterou si dopravci zapojení do tohoto systému navzájem uznávají. Od roku 2016 používá Transdev Střední Čechy jako první dopravce stojek Synergy OCC od Mikroelektroniky. Lze platit BPK a také kartou Lítačka.

## Vozový park
V roce 2013 dopravce uváděl v informaci z roku 2006 vozový park 55 autobusů Karosa. Začátkem roku 2013 v provozu převažovaly vozy Karosa C 934 E, Karosa C 954 a Irisbus Crossway. V polovině roku 2013 byl vozový park tvořen pouze autobusy značek Karosa (23 vozů Karosa C 954, 13 vozů Karosa C 934, 1 vůz Karosa C 935) a Irisbus Crossway (16 vozů) a obytným přepravníkem přestavěným z vozu Karosa LC 736 provozovaného pro potřeby klubu Autosport klub Kubíček. V minulosti provozovala ANEXIA též autobusy typů Karosa C 734 (nejméně 10 kusů), Karosa B 732, 1 vůz Karosa LC 735 a 1 autobus Karosa LC 736. Zapůjčen od výrobců či prodejců měla v letech 2007–2008 vůz Irisbus Arway 12M, v květnu 2011 vůz SOR CN 10,5 a v červenci 2012 vůz Irisbus Crossway LE 10.8M. V květnu 2020 tvoří vozový park dopravce autobusy značek Karosa (11 vozů Karosa C 954), Irisbus (14 vozů Crossway 12M a 14 vozů Crossway 12M LE), IVECO (16 vozů Crossway LINE 12M a 4 vozy Crossway LE LINE 14,5M) a SOR (2 vozy SOR CN 9,5 a 1 vůz SOR CN 12)